# Tîrnauca
Tîrnauca (in russo Терновка?, Ternovka)  è un comune della Moldavia controllato dalla autoproclamata repubblica di Transnistria. È compreso nel distretto di Slobozia con una popolazione stimata di 5.030 abitanti (dato 2004).